# Alessandro Ricci
Alessandro Ricci (Siena, 1792 – Firenze, 29 gennaio 1834) è stato un medico, disegnatore ed esploratore italiano.

## Biografia
Nato in una famiglia umile, studiò medicina, ma non è chiaro in quale università. Contrariamente a quanto creduto da A. Sammarco, l'Università di Siena non è un'opzione possibile, perché questa venne chiusa da Napoleone Bonaparte nel 1808, quando Ricci aveva solo sedici anni.
Nel 1817 partì da Siena per raggiungere Alessandria in Egitto. Nel 1818 lavorò con Giovanni Battista Belzoni alla copiatura dei disegni della tomba di Seti I nella Valle dei Re (KV17), scoperta solo l'anno precedente. Nel 1819 intraprese un viaggio in Nubia in compagnia di William John Bankes, Giovanni Finati e John Hyde, giungendo fino a Mograkka, da cui dovettero rientrare in Egitto a causa dell'ostilità del governatore, che impediva a qualsiasi viaggiatore di proseguire verso sud.
Nel 1820 seguì la spedizione di Hassan Bey inviata dal Vice Re d'Egitto Mehmet Ali contro la città indipendente di Siwa. Lì, accompagnato da diverse personalità fra cui l'ex-console generale di Francia Bernardino Drovetti, Maurice Linant de Bellefonds e Domenico Enegildo Frediani, si dedicò alla copiatura di diverse iscrizioni sulle pareti del tempio di Giove Ammone e alla ricognizione dell'intera area dell'Oasi.
Nel settembre dello stesso anno, accompagnato dal disegnatore francese Linant de Bellefonds, si diresse verso Suez e da lì nel Sinai, raggiungendo il Monastero di Santa Caterina, la città di el-Tor e altri siti fra cui Serabit el-Khadim.
Nell'estate 1821, sempre accompagnato da Linant, si diresse verso sud, approfittando della spedizione in Sennar di Ibrahim Pascià, figlio adottivo di Mehmet Ali. Si spinse oltre la confluenza del Nilo Azzurro e del Nilo Bianco, ma dovette tornare indietro per la preoccupante condizione di salute di Ibrahim, di cui era diventato medico curante alla morte del protomedico Antonio Scotto.
Nel 1822 rientrò in Italia e a Firenze si dedicò all'organizzazione delle novanta tavole da lui disegnate e alla stesura di un diario di viaggio che servì alle ricerche dei primi egittologi, Jean François Champollion e Ippolito Rosellini.
Nel 1828-1829 seguì i due egittologi nella loro spedizione in Egitto e Nubia, dove oltre a far valere le sue doti di medico, si dedicò alla produzione di nuovi disegni pubblicati poi da Rosellini ne "I Monumenti dell'Egitto e della Nubia".
In Italia e poi in Germania e Austria (Berlino, Dresda, Vienna), pubblicizzò la nascente opera scientifica. Morì nel 1834, dopo due anni di infermità, e la sua collezione di antichità egizie venne acquisita dal Granduca di Toscana Leopoldo II. Oggi si conserva presso il Museo archeologico nazionale di Firenze.